# 奧萊什基沙漠
奧萊什基沙漠（羅馬化：Oleshkivski pisky）是一片位於乌克兰南部的沙漠。坐落于黑海沿岸内陆，由高达5米的沙丘组成。

## 起源
这些沙子被认为是在冰河时期通过风力在附近的第聂伯河下游积聚并形成悬崖而形成的。

## 地理
奧萊什基沙漠位于赫爾松州，距離赫爾松市區以東30公里（約20英里）。在18世纪末俄罗斯吞并克里米亚汗国之前，此地帶原属游牧民族诺盖部落。
最近的人口聚居地在七公里外。在苏联时期，沙漠被用作华沙条约联盟飞行员的轰炸场。时至今日，仍有可能在沙地中找到一些未爆弹药。
2023年6月6日，卡霍夫卡大坝被破坏並潰決，第聂伯河的洪水流入奥列什基沙漠。乌克兰生态学家认为此事件将严重影响生态系统。